# Monte Hiei
Il Monte Hiei (比叡山?, Hieizan) è una montagna situata in Giappone, a nord-est di Kyōto, si erge al confine tra la prefettura di Kyoto e la prefettura di Shiga. Alta 848 metri, ha posseduto e possiede un significato simbolico molto importante per la storia e la cultura giapponese, essendo luogo di divinità shintoiste e sede del principale monastero della scuola buddista giapponese Tendai, l'Enryaku-ji.